# Homosexualität in Senegal

Geografische Lage von Senegal

Homosexualität ist in Senegal gesellschaftlich weitgehend tabuisiert und homosexuelle Handlungen sind illegal. Homosexuelle Handlungen werden in Senegal mit ein bis fünf Jahren Haft bestraft. Ein gesetzlicher Schutz gegen Diskriminierungen aufgrund der sexuellen Identität ist in Senegal nicht vorhanden.
Sowohl gleichgeschlechtliche Ehen als auch Eingetragene Partnerschaften sind in Senegal nicht erlaubt. Aufgrund der Illegalität werden homosexuelle Menschen in Senegal in den gesellschaftlichen Untergrund gedrängt.
Heftige öffentliche Reaktionen, auch von Amnesty international, rief ein Urteil vom 6. Januar 2009 gegen neun Aktivisten im Kampf gegen AIDS hervor. Sie waren verhaftet worden, wurden im Polizeigewahrsam zur Erzwingung von „Geständnissen“ gefoltert und vom Gericht zu acht Jahren Gefängnis verurteilt. Nicht zuletzt die massive Mobilisierung der Öffentlichkeit führte nach vier Monaten zur Annullierung des Urteils und zur Freilassung der Verurteilten.
Der Antrag von 11 Abgeordneten des senegalesischen Parlaments, das Strafmaß für gleichgeschlechtlichen Sex von fünf auf zehn Jahre zu erhöhen, wurde im Januar 2022 vom Präsidium der Nationalversammlung verworfen.